# آلان جادج
آلان جادج (بالإنجليزية: Alan Judge) (11 نوفمبر 1988 بدبلن في جمهورية أيرلندا - ) هو لاعب كرة قدم أيرلندي في مركز جناح ‏. شارك مع منتخب جمهورية أيرلندا تحت 17 سنة لكرة القدم ومنتخب جمهورية أيرلندا تحت 18 سنة لكرة القدم ومنتخب جمهورية أيرلندا تحت 19 سنة لكرة القدم ومنتخب جمهورية أيرلندا تحت 20 سنة لكرة القدم ومنتخب جمهورية أيرلندا تحت 21 سنة لكرة القدم ومنتخب جمهورية أيرلندا تحت 23 سنة لكرة القدم ‏ ومنتخب جمهورية أيرلندا لكرة القدم. أما مع النوادي، فقد لعب مع بلاكبيرن روفرز ونادي برينتفورد ونوتس كاونتي ونادي بليموث أرجايل.

## مسيرته الكروية
لعب آلان جادج خلال مسيرته الاحترافية مع 5 أندية في خمسة عشر موسمًا وسجل خلالها 50 هدف ضمن 345 مباراة. ولم يفز بأي موسم بالكأس أو بالدوري.
خاض آلان جادج مسيرته مع نادي بليموث أرجايل في موسم 2008–09 ولمدة موسمين، مشاركًا في 54 مباراة سجل خلالها 7 أهداف. ثم انتقل إلى نادي نوتس كاونتي في موسم 2010–11 واستمر معه طيلة ثلاثة مواسم، حيث شارك في 101 مباراة سجل خلالها 16 هدفًا. لينتقل بعدها إلى نادي برينتفورد في موسم 2013–14 ليلعب معه ستة مواسم، مشاركًا في 130 مباراة سجل خلالها 24 هدفًا. ثم انتقل إلى نادي إيبسويتش تاون في موسم 2018–19 ولمدة موسمين، مشاركًا في 49 مباراة سجل خلالها 3 أهداف.

## وصلات خارجية
- آلان جادج على موقع الاتحاد الأوربي (الإنجليزية)
- آلان جادج على موقع قاعدة بيانات كرة القدم.إي يو (الإنجليزية)
- آلان جادج على موقع ناشيونال فوتبول تيمز (الإنجليزية)
- آلان جادج على موقع Soccerbase.com (لاعب) (الإنجليزية)
- آلان جادج على موقع Soccerway.com (الإنجليزية)
- آلان جادج على موقع عالم كرة القدم.نت (الإنجليزية)